# Przeziorowa Turnia
Przeziorowa Turnia słow. Prostredná Bielovodská veža, 1848 m) – turnia we wschodniej grani masywu Młynarza (dokładnie Wielkiego Młynarza) w słowackiej części Tatr Wysokich. Oddzielona jest od Nawiesistej Turni (na wschodzie) siodłem Niżniej Białowodzkiej Przełączki. W grani łączącej Przeziorową Turnię z Upłaziastą Turnią znajdują się kolejno:
- Przeziorowa Szczerbina (1833 m),
- Przeziorowy Ząb (1849 m),
- Upłaziasta Przełączka (1839 m)[3][2].

Południowa ściana Przeziorowej ma wysokość około 100 m i opada do górnej części Białowodzkiego Żlebu. Od prawej strony ograniczona jest litym filarem. Po jego lewej stronie opada z wierzchołka turni trawiasta depresja, u podnóża której znajduje się 20-metrowe usypisko, powstałe w wyniku obsunięcia się darni. Na północną stronę turnia opada 280-metrowej wysokości ścianą. Jej dolna część jest trawiasto-skalista, miejscami bardzo krucha. Przechodzi w grzędę oddzielająca Młynarczykowy Żleb od Młynarkowego Żlebu. Dolna ostroga tej grzędy kończy się na mokrych progach tych żlebów. Około 100 m powyżej nich ściana rozszerza się i tworzy duży, trawiasty taras. Powyżej niego znajduje się górna część ściany o wysokości około 180 m. Zbudowana jest z litej skały silnie poprzerastanej trawkami. Środkową część ściany stanowi wielkie zacięcie, którym prowadzi droga wspinaczkowa nr 2. Droga nr 3 prowadzi filarem po lewej stronie zacięcia.
Nazwa turni pochodzi od tego, że znajduje się w niej otwór (w gwarze podhalańskiej przezior). W istocie są to 3 okna skalne w zachodniej grani. Są widoczne z Doliny Białej Wody.

## Drogi wspinaczkowe
Pierwszego wejścia turystycznego (przy przejściu granią) na wierzchołek Przeziorowej Turni dokonali zapewne Jan Humpola i Mieczysław Świerz, a miało to miejsce 14 lipca 1924 r..
1. Z Przeziorowej Szczerbiny; II w skali tatrzańskiej, czas przejścia 10 min
2. Prawą częścią ściany północnej; IV+, A0, 7 godz.
3. Środkową częścią ściany północnej; V, 4 godz.[4].

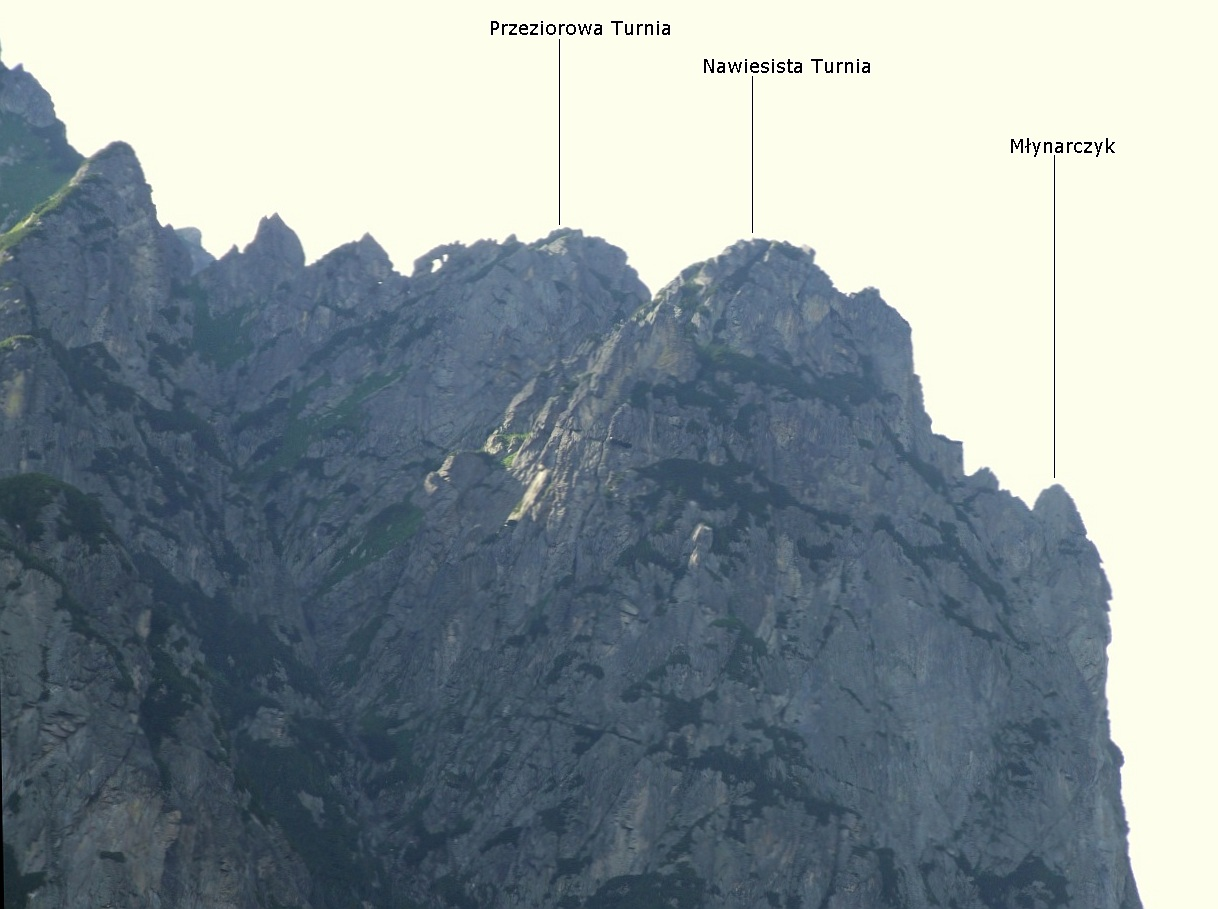
Widok z Doliny Litworowej. Widoczny otwór w turni
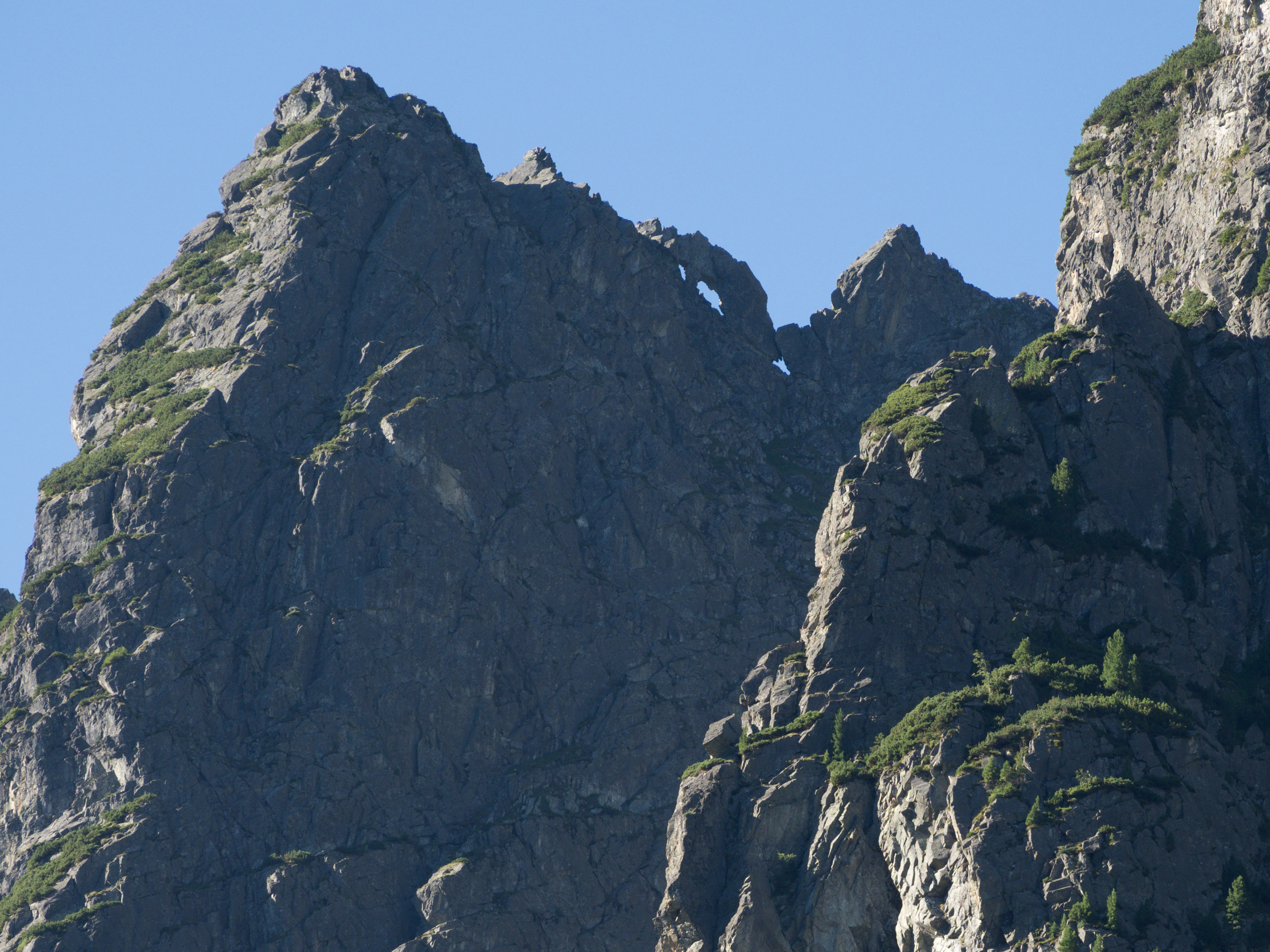
Widok w zbliżeniu od północy